# Gynoplistia nebulipennis
Gynoplistia nebulipennis är en tvåvingeart som beskrevs av Alexander 1922. Gynoplistia nebulipennis ingår i släktet Gynoplistia och familjen småharkrankar. Inga underarter finns listade i Catalogue of Life.